# Louis Ozawa Changchien
Louis Ozawa Changchien (Queens - New York, 11 oktober 1975) is een Amerikaans acteur.

## Biografie
Changchien werd geboren in de borough Queens van New York bij een Japanse moeder en Taiwanese vader, en groeide op in New York en in Japan. Hij doorliep de high school aan de Riverdale Country School en Stuyvesant High School, beide in New York. Hierna haalde hij zijn master of fine arts in theaterwetenschap aan de Brown-universiteit in Providence (Rhode Island).
Changchien begon in 1999 met acteren in de film On the Q.T., waarna hij nog meerdere rollen speelde in films en televisieseries.

## Filmografie

### Films
Uitgezonderd korte films.
- 2020 Beautiful Dreamer - als Billy
- 2016 Spectral - als sergeant Chen
- 2015 Someone Else - als Harry
- 2012 The Bourne Legacy - als LARX
- 2012 Things I Don't Understand - als Tao
- 2011 Lefty Loosey Righty Tighty - als Michael
- 2011 The Miraculous Year - als Tamil Lee
- 2010 Predators - als Hanzo
- 2010 Fair Game - als nerveuze analist
- 2008 Gigantic - als Matsubara
- 2008 Pretty to Think So - als Jiwon Kim
- 2003 Robot Stories - als Wilson
- 1999 On the Q.T. - als Kenneth

### Televisieseries
Uitgezonderd eenmalige gastrollen.
- 2023 Jack Ryan - als Chao Fah - 6 afl.
- 2020-2023 Hunters - als Joe Mizushima / Joe Torrance - 18 afl.
- 2022 Pachinko - als Mamoru Yoshii - 3 afl.
- 2020 Grey's Anatomy - als Steve Lee - 2 afl.
- 2019-2020 Mickey and the Roadster Racers - als stem - 2 afl.
- 2020 Hunters - als Joe Mizushima - 10 afl.
- 2019 Supergirl - als Hat - 2 afl.
- 2018 Kidding - als mr. Pickles-San - 3 afl.
- 2018 Bosch - als Chuck Deng - 6 afl.
- 2015-2016 The Man in the High Castle - als Paul Kasoura - 5 afl.
- 2016 The Mysteries of Laura - als Jimmy Chun - 2 afl.
- 2014 Matador - als Samuel - 12 afl.
- 2014 True Blood - als Hiroki - 2 afl.

### Computerspellen
- 2009 Grand Theft Auto IV: The Lost and Damned - als stem
- 2008 Midnight Club: Los Angeles - als Andrew

- International Standard Name Identifier: 0000 0001 0820 6079
- Library of Congress Control Number: n2010079564
- MusicBrainz: d5c7d9e6-2a48-4b91-9cde-0f5cbff23991
- Virtual International Authority File: 160666350
- WorldCat: E39PBJgmHXhwrMRycVQhCjmjmd